# 貝髷

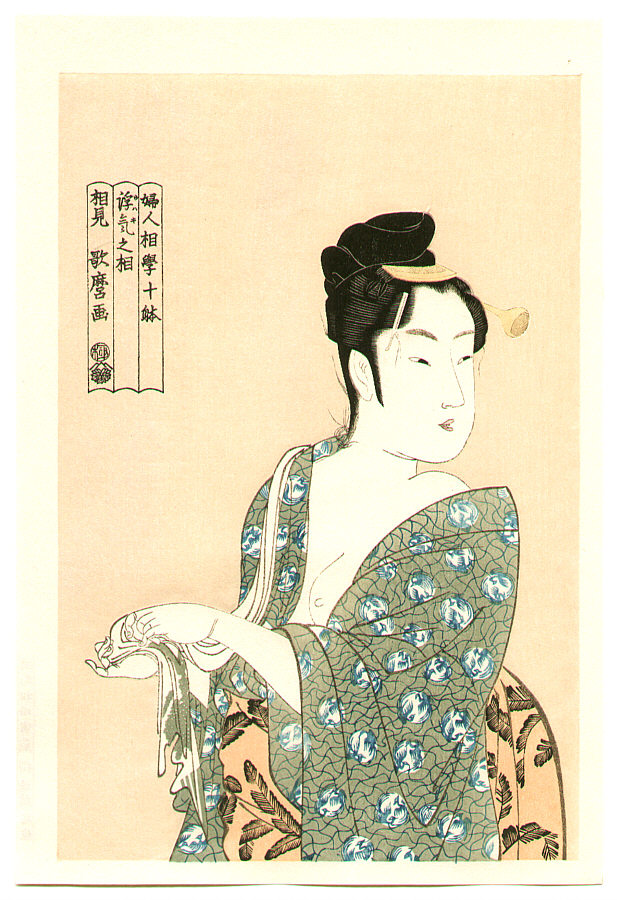
喜多川歌麿　「婦人相學十躰-浮気の相」。かんざしに洗い髪を貝のように巻き付けた湯帰りの女性の図。寛政2～3年（1790-91）

貝髷（ばいまげ）とは髷を巻貝のように形作った女性の髪形。別名お梶（おかじ）。

## 簪で結う髷
貝髷は江戸時代の初期に遊郭で考案された髪型で、簪を芯に髪を巻貝状に巻いて髷にする変わった結い方をする髪型。
図画資料によると、江戸時代前期には後ろにのめるように斜めに髷を作るようになったのだが、中期に再びまっすぐに作るように戻った。
女性の路上芸人がよく結ったため、髪が土埃をかぶるのを防ぐ目的で手拭や水木帽子などの被り物と併用することが多い。